# Comuna Probiinivka, Verhovîna
Probiinivka (în ucraineană Пробійнівка) este o comună în raionul Verhovîna, regiunea Ivano-Frankivsk, Ucraina, formată din satele Hramotne și Probiinivka (reședința).

## Demografie
Componența lingvistică a comunei Probiinivka
     Ucraineană (99,88%)
     Alte limbi (0,12%)
Conform recensământului din 2001, majoritatea populației comunei Probiinivka era vorbitoare de ucraineană (99,88%), existând în minoritate și vorbitori de alte limbi.